# Valeriy Chybineyev
Valeriy Viktorovich Chybineyev (em ucraniano: Чибінєєв Валерій Вікторович; 3 de março de 1988 - 4 de março de 2022) foi um paraquedista ucraniano que serviu como comandante da 79.ª Brigada de Assalto Aéreo.

## Vida
Chybineyev nasceu em 3 de março de 1988 em Berdiansk. Seu pai era um pára-quedista. Chybineyev frequentou o Zaporizhzhya Regional Military Sports Lyceum Zakhisnik antes de se formar na Academia Militar de Odessa. Em 2010, tornou-se tenente e ingressou na 79ª Brigada de Assalto Aéreo.
Em 2016, tornou-se comandante da 79.ª Brigada de Assalto Aéreo e mais tarde recebeu a Ordem da Estrela Dourada. Chybineyev foi promovido a major.
Chybineyev morreu em 4 de março de 2022 durante a Batalha do Aeroporto Antonov.